# Domee Shi
Thạch Chi Dư, thường được biết đến với nghệ danh Domee Shi (tiếng Trung: 石之予; bính âm: Shí Zhīyǔ) (sinh ngày 8 tháng 9 năm 1989), là một họa sĩ kịch bản người Canada gốc Hoa và là đạo diễn cho hãng phim Pixar từ năm 2011. Cô tham gia đóng góp cho nhiều bộ phim, bao gồm Những mảnh ghép cảm xúc (2015), Gia đình siêu nhân 2 (2018) và Câu chuyện đồ chơi 4 (2019). Ngoài sự nghiệp kịch bản của mình, Shi từng là đạo diễn cho bộ phim ngắn Bao (2018) và phim điện ảnh đầu tay Gấu đỏ biến hình (2022), trở thành người phụ nữ đầu tiên làm đạo diễn cho một bộ phim ngắn của Pixar. Bao đã giành được một giải Oscar cho phim ngắn hoạt hình hay nhất tại lễ trao giải Oscar lần thứ 91, và cũng giành được đề cử cho giải thưởng Annie lần thứ 43, giải thưởng điện ảnh trực tuyến quốc tế và Liên hoan phim Tribeca.

## Đầu đời và giáo dục
Domee Shi sinh ngày 8 tháng 9 năm 1989 tại Trùng Khánh, Trung Quốc. Là con duy nhất trong một gia đình nhập cư vào Canada, năm hai tuổi, cô cùng bố mẹ chuyển đến nước này. Cô sống ở Newfoundland  nửa năm trước khi chuyển đến Toronto, nơi cô thừa hưởng những kiến thức về nghệ thuật từ cha mình, người từng là giáo sư mỹ thuật và họa sĩ phong cảnh ở Trung Quốc. Đối với mẹ, Shi nói rằng: "Bà không phải là người sống cực kỳ tình cảm", nhưng cô đã có được rất nhiều niềm cảm hứng và sự hướng dẫn tận tụy từ mẹ mình trong quá trình đạo diễn cho phim Bao. Shi hồi tưởng: "Bà mẹ người Trung Quốc của tôi luôn đảm bảo rằng tôi không bao giờ đi lang thang quá xa, rằng tôi luôn an toàn". Cô cũng nói rằng món bánh bao yêu thích của cô là "bánh bao thịt lợn luộc hoặc bánh bao hẹ mà mẹ tôi từng làm cho tôi từ nhỏ đến lớn. Suốt thời thơ ấu, Shi lớn lên bên cạnh nhiều bộ phim của Studio Ghibli và Disney, những bộ phim đưa cô đến với điện ảnh và hoạt hình châu Á.
Khi còn là học sinh trung học, Shi cày phim hoạt hình, đọc truyện tranh và trở thành Phó trưởng câu lạc bộ anime ở trường. Cô tham gia cộng đồng nghệ thuật trực tuyến và tải tác phẩm nghệ thuật của người hâm mộ lên DeviantArt. Việc lần đầu tiên tiếp xúc với môi trường của những người cùng chí hướng đã giúp Shi thiết lập một sợi dây liên kết với các nghệ sĩ khác. "Tôi có thể theo dõi các nghệ sĩ và tôi có thể gửi email cho họ. Trước đây, bạn phải ở California hoặc quen biết với một anh chàng mà bạn của anh ta làm việc tại Disney hoặc đại loại thế", Shi kể. Do đó, cô quyết định ghi danh vào Sheridan College sau khi kết thúc trung học.
Tại Sheridan, Shi học về hoạt hình rồi tốt nghiệp năm 2011. Trong năm thứ hai ở đó, cô đăng ký vào lớp học của Nancy Beiman, lớp học mà cô tin tưởng sẽ hỗ trợ bản thân trong việc theo đuổi kịch bản truyện. Năm cuối tại trường, Shi cho ra mắt một bộ phim ngắn khi được giao bài tập. Năm 2009, cô thực hiện một khóa thực tập với Chuck Gammage Animation với tư cách là một nghệ sĩ làm công tác dọn dẹp, làm lặt vặt, đảm trách phần cốt truyện và vẽ hoạt họa.

## Sự nghiệp
Sau khi tốt nghiệp, Shi có thời gian ngắn làm việc như một người hướng dẫn phim hoạt hình với tầm quan trọng là thiết kế nhân vật và sáng tác truyện tranh. Năm 2011, cô chấp nhận thực tập ba tháng tại hãng Pixar với tư cách là một nghệ sĩ sáng tác kịch bản. Đây là nỗ lực thứ hai của cô, sau khi bị Disney và DreamWorks từ chối. Trong thời gian thực tập, Shi viết một loạt phim hoạt hình trên mạng có tựa đề My Food Fantasies vào năm 2014, trong đó vẽ ra vô vàn những tình huống "kỳ quặc" liên quan đến thực phẩm. Sau này, Shi nói rằng cô bắt đầu có hứng thú với sở thích viết truyện về thực phẩm trong khoảng thời gian thực hiện My Food Fantasies. Bộ phim điện ảnh đầu tiên cô làm việc với Pixar là Những mảnh ghép cảm xúc (2015), với vai trò là một họa sĩ kịch bản. Sau một thời gian ngắn cộng tác trong Chú khủng long tốt bụng, Shi tham gia dự án Câu chuyện đồ chơi 4 năm 2015. Đến năm 2018, cô tham gia vẽ các phân cảnh cho bộ phim Gia đình siêu nhân 2 năm 2018, nơi cô làm việc với các cảnh có mặt các nhân vật như Jack-Jack và Edna Mode.
Ý tưởng về phim ngắn Bao được thai nghén như một "dự án phụ" trước và trong suốt quá trình làm việc toàn thời gian của Shi với Những mảnh ghép cảm xúc. Bao, cùng với hai dự án khác, cuối cùng đã được gửi đến cố vấn của cô, Pete Docter và Pixar để được hỗ trợ. Dự án Bao chính thức được phê duyệt vào năm 2015, biến Domee Shi trở thành người phụ nữ đầu tiên làm đạo diễn một bộ phim ngắn của hãng. Đoạn phim ngắn dài tám phút ra mắt tại Liên hoan phim Tribeca 2018, nơi nó được chiếu trước Gia đình siêu nhân 2 tại đó. Shi cũng đồng thời là người phụ nữ đầu tiên không phải là da trắng chiến thắng ở hạng mục Phim hoạt hình ngắn hay nhất với Bao năm 2019.
Vào ngày 1 tháng 1 năm 2019, Shi công bố rằng mình đang trong giai đoạn đầu của việc phát triển một bộ phim điện ảnh riêng tại Pixar.

## Ảnh hưởng
Shi ảnh hưởng bởi năng khiếu nghệ thuật của cha cô, vì ông là giáo viên nghệ thuật của cô khi lớn lên. Shi nói: "Giống như, khi tôi hỏi ông nghĩ gì về bộ phim và ông ấy nói, 'Bố thực sự thích nó, nhưng bố cũng có vài lưu ý cho con'. Và tôi giống như thể, à, đó là người cha kiểu mẫu của tôi.
Trong một cuộc phỏng vấn với Tạp chí Now, Shi cho biết các bộ phim hoạt hình My Neighbor the Yamadas (1999) và Vùng đất linh hồn (2001) là những bộ phim mà cô chịu ảnh hưởng rất nhiều khi tạo ra Bao.

## Sự nghiệp điện ảnh
| Năm  | Tiêu đề                 | Vai trò                                                       | Ghi chú                   | Nguồn        |
| ---- | ----------------------- | ------------------------------------------------------------- | ------------------------- | ------------ |
| 2015 | Những mảnh ghép cảm xúc | Họa sĩ kịch bản                                               | Phim hoạt hình Pixar      | [ 3 ] [ 22 ] |
| 2015 | Chú khủng long tốt bụng | Họa sĩ kịch bản                                               | Phim hoạt hình Pixar      | [ 3 ] [ 22 ] |
| 2018 | Gia đình siêu nhân 2    | Họa sĩ kịch bản                                               | Phim hoạt hình Pixar      | [ 3 ] [ 22 ] |
| 2018 | Bao                     | Kịch bản và đạo diễn                                          | Phim hoạt hình ngắn Pixar | [ 3 ] [ 22 ] |
| 2019 | Kitbull                 | Tiếng nói bổ sung                                             | Phim hoạt hình ngắn Pixar | [ 3 ] [ 22 ] |
| 2019 | Kitbull                 | Chịu trách nhiệm mảng cốt truyện cho nhân vật Rosana Sullivan | Phim hoạt hình ngắn Pixar | [ 3 ] [ 22 ] |
| 2019 | Câu chuyện đồ chơi 4    | Họa sĩ kịch bản                                               | Phim hoạt hình Pixar      | [ 3 ] [ 22 ] |

## Giải thưởng và đề cử
| Giải thưởng                             | Năm đoạt giải | Hạng mục                                        | Tác phẩm                | Kết quả   | Nguồn |
| --------------------------------------- | ------------- | ----------------------------------------------- | ----------------------- | --------- | ----- |
| Giải Annie                              | 2016          | Giải Annie cho kịch bản hoạt hình xuất sắc nhất | Những mảnh ghép cảm xúc | Đề cử     | [ 3 ] |
| Giải thưởng điện ảnh trực tuyến quốc tế | 2018          | Halfway Award Best Animated Film                | Bao                     | Đề cử     | [ 3 ] |
| Liên hoan phim Tribeca                  | 2018          | Tường thuật hay nhất (phim ngắn)                | Bao                     | Đề cử     | [ 3 ] |
| Giải Oscar                              | 2019          | Phim hoạt hình ngắn xuất sắc nhất               | Bao                     | Đoạt giải | [ 3 ] |